# KVC De Toekomst Borsbeke
KVC De Toekomst Borsbeke is een Belgische voetbalclub uit Borsbeke bij Herzele. De club is bij de KBVB aangesloten met stamnummer 3324 en heeft zwart en wit als kleuren.

## Geschiedenis
De Toekomst FC Borsbeke werd in  1928 opgericht, de jonge club sloot meteen aan bij de KBVB en kreeg stamnummer 1334 toegewezen. De club nam niet aan de competities deel en nam in 1929 ontslag uit de KBVB om het Katholiek Vlaams Sportverbond te vervoegen. Het eerste stamnummer bij de KBVB ging hierdoor verloren.
In 1942 keerde Borsbeke terug naar de KBVB onder de naam VC De Toekomst. Gezien dit een nieuwe aansluiting was, kreeg de club een nieuw stamnummer (3324). In 1952 mocht de club het predicaat "koninklijke" aan de clubnaam toevoegen na 25 jaar ononderbroken activiteit.
De club behoorde al snel tot de toppers in Tweede Provinciale en in 1955 werd men kampioen op dit niveau, waardoor een promotie naar Eerste Provinciale volgde, daar bleef de club spelen tot 1965. Het beste seizoen in deze periode van hoogconjunctuur was 1959-1960 toen beslag werd gelegd op de derde plaats.
De club bleef na 1965 lang afwezig uit de hoogste provinciale reeks, maar in 1981 kon men terugkeren. In 1986 eindigde men laatste en sindsdien heeft De Toekomst niet meer in Eerste Provinciale gespeeld. 
Dat laatste seizoen in de hoogste provinciale reeks kende een bijzondere afloop voor de club. Het al gedegradeerde Borsbeke won immers op de laatste speeldag op het veld van leider Standaard Wetteren dat daardoor de titel en de promotie naar Bevordering aan KRC Gent moest laten.
Halfweg jaren negentig verzeilde de club zelfs in Vierde Provinciale, men klom in 1997 terug naar Tweede Provinciale, maar in 1999 volgden nog twee seizoenen in de laagste provinciale reeks. 
Na de titel in Vierde Provinciale in 2001, verliet met deze reeks. De club pendelde tussen Tweede en Derde Provinciale, in 2017 keerde men als kampioen terug naar Tweede Provinciale, waar men de twee volgende seizoenen bovenin heeft meegedraaid.
In 2019-2020 had de club een A-elftal in Tweede Provinciale bij zowel de heren als de dames. 
Daarnaast had men 20 jeugdelftallen in competitie en een G-voetbalelftal.
In 2022-2023 had de club een A-elftal in Eerste Provinciale bij zowel de heren als de dames én speelden beide ploegen kampioen. Ook de beloftendames speelden kampioen in Tweede Provinciale. Gedurende het seizoen behaalde de jeugdwerking hun Provinciaal Label van Double Pass en treedt de jeugd in de Provinciale jeugdreeksen aan vanaf seizoen 2023-2024.

## Resultaten (heren)
| 2016/17 |  |  |  |  |  |   |   | 1 |  | Derde Prov. O.VL. D  | 72 | Kampioen                                                   |
| 2017-18 |  |  |  |  |  |   | 7 |   |  | Tweede Prov. O.VL. B | 46 |                                                            |
| 2018-19 |  |  |  |  |  |   | 3 |   |  | Tweede Prov. O.VL. B | 58 |                                                            |
| 2019-20 |  |  |  |  |  |   | 2 |   |  | Tweede Prov. O.VL. B | 43 | Vroegtijdig gestopt wegens corona                          |
| 2020-21 |  |  |  |  |  |   | - |   |  | Tweede Prov. O.VL. B | -  | seizoen geschrapt wegens corona                            |
| 2021-22 |  |  |  |  |  |   | 1 |   |  | Tweede Prov. O.VL. B | 73 | Kampioen                                                   |
| 2022-23 |  |  |  |  |  | 1 |   |   |  | Eerste Prov. O.VL.   | 58 | Kampioen, maar geen licentie aangevraagd voor 3e Nationale |
| 2023-24 |  |  |  |  |  | 6 |   |   |  | Eerste Prov. O.VL.   | 43 |                                                            |
| 2024-25 |  |  |  |  |  | 6 |   |   |  | Eerste Prov. O.VL.   | 49 |                                                            |
| 2025/26 |  |  |  |  |  |   |   |   |  | Eerste prov. O.VL.   |    |                                                            |

## Resultaten (Dames)
| Seizoen   | Klasse | Klasse | Klasse  | Klasse | Klasse | Klasse | Reeks                  | Punten | Opmerkingen                                      |
|           | SL     | N1     | IP (N2) | P.I    | P.II   | P.III  |                        |        |                                                  |
| --------- | ------ | ------ | ------- | ------ | ------ | ------ | ---------------------- | ------ | ------------------------------------------------ |
| 2018/2019 |        |        |         |        |        | 1      | Derde prov. Oost-Vl. C | 66     | Kampioen                                         |
| 2019/2020 |        |        |         |        | 1      |        | Tweede prov. Oost-Vl.  | 51     | Kampioen                                         |
| 2020/2021 |        |        |         | -      |        |        | Eerste prov. Oost-Vl.  | -      | Competitie stopgezet door corona na 3 speeldagen |
| 2021/2022 |        |        |         | 4      |        |        | Eerste prov. Oost-Vl.  | 38     |                                                  |
| 2022/2023 |        |        |         | 1      |        |        | Eerste prov. Oost-Vl.  | 66     | Kampioen                                         |
| 2023/2024 |        |        | 2       |        |        |        | Interprovinciale A     | 54     |                                                  |
| 2024/2025 |        |        | 6       |        |        |        | Interprovinciale A     | 33     |                                                  |
| 2025/2026 |        |        |         |        |        |        | Interprovinciale A     |        |                                                  |